# Розширення (філософія)
У філософії, розширення терміна це множина об'єктів що ним описуються. Наприклад, розширенням терміна «хмарочос» є усі будинки до яких застосовний даний термін: Емпайр Стейт Білдінґ, Вріґлі Тавер, і т. д.